# Saint-Bonnot
Saint-Bonnot este o comună în departamentul Nièvre din centrul Franței. În 2009 avea o populație de 128 de locuitori.

## Evoluția populației
| An        | 1975 | 1982 | 1990 | 1999 | 2006 | 2009 |
| --------- | ---- | ---- | ---- | ---- | ---- | ---- |
| Populație | 142  | 106  | 74   | 76   | 117  | 128  |